# Liga Premier de Antigua y Barbuda 2013-14
La Liga Premier de Antigua y Barbuda 2013/2014 fue la edición número 40 del torneo en el fútbol de Antigua y Barbuda. El campeón fue SAP FC obteniendo su cuarto título después de cuatro años sin obtener uno.

## Sistema de campeonato
Se disputaron 18 fechas enfrentándose todos los equipos, al final quien acumuló más puntos en la temporada finalizó campeón. El equipo que finalizó en la posición ocho jugó promoción para mantener su cupo en Liga Premier y los últimos dos equipos de la clasificación descienden a la Primera División.

## Datos de los clubes
| - All Saints United F.C - Asot Arcade Parham F.C - Bargain Motors Grenades F.C - BASSA S.C - Cool & Smooth-Argos Greenbay Hoppers F.C | - LIME Old Road F.C - Potters Tigers F.C - Sani Pro Fort Road F.C - Sugar Ridge SAP F.C - Willikies F.C |

## Clasificación
Se disputó del 5 de octubre del 2013 al 16 de febrero del 2014.
|  |     | Equipos                  |  | PJ | PG | PE | PP | GF | GC | Dif | Pts |
|  | --- | ------------------------ |  | -- | -- | -- | -- | -- | -- | --- | --- |
|  | 1.  | SAP FC (C)               |  | 18 | 14 | 4  | 0  | 43 | 13 | +30 | 46  |
|  | 2.  | Parham F.C.              |  | 18 | 12 | 2  | 4  | 38 | 18 | +20 | 38  |
|  | 3.  | Greenbay Hoppers F.C.    |  | 18 | 11 | 1  | 6  | 38 | 20 | +18 | 34  |
|  | 4.  | Grenades FC              |  | 18 | 8  | 3  | 7  | 34 | 23 | +11 | 27  |
|  | 5.  | BASSA S.C.               |  | 18 | 7  | 4  | 7  | 30 | 28 | +2  | 25  |
|  | 6.  | Fort Road FC             |  | 18 | 7  | 2  | 9  | 34 | 39 | -5  | 23  |
|  | 7.  | Old Road FC              |  | 18 | 5  | 7  | 6  | 25 | 23 | +2  | 22  |
|  | 8.  | Willikies FC             |  | 18 | 5  | 2  | 11 | 17 | 31 | -14 | 17  |
|  | 9.  | All Saints United FC (D) |  | 18 | 4  | 5  | 9  | 17 | 40 | -23 | 17  |
|  | 10. | Potters Tigers (D)       |  | 18 | 1  | 2  | 15 | 16 | 57 | -41 | 5   |

|  | Campeón.                          |
|  | Juega Promoción.                  |
|  | Descendido a la Primera División. |

| Campeón SAP FC 4° Título |